# Reburrus peninsularis
Reburrus peninsularis är en tvåvingeart som beskrevs av Daniels 1987. Reburrus peninsularis ingår i släktet Reburrus och familjen rovflugor. Inga underarter finns listade i Catalogue of Life.